# 孔黨江村

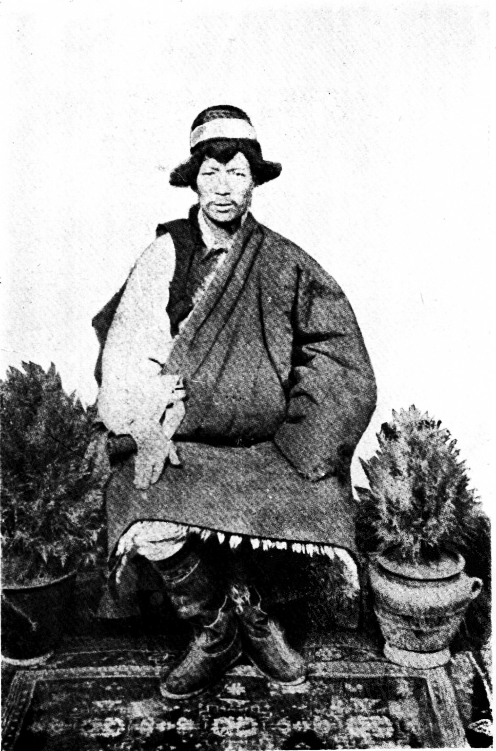

孔党江村（?—?），藏族，西康人，中华民国国民政府官员，探险家。

## 生平
1929年，十三世达赖喇嘛和九世班禅额尔德尼发生斗争。1929年6月，刘曼卿申请自愿到康藏调査当地现状，获国民政府批准，令其以文官处书记官名义赴西藏拉萨和十三世达赖喇嘛进行接触，并派文官处二等书记官、藏族人孔党江村随她一同前往。1929年7月他们一行出发，1930年2月到达拉萨，此后三个月他们住在拉萨，获得了十三世达赖喇嘛两次会见。同年，他们由印度经海路回到南京。
此后孔党江村生平不详。